# پروتئین‌های کروی
پروتئین‌های کروی (انگلیسی: Globular protein) یا گلوبولار گروهی از پروتئین‌ها هستند که شکل کروی دارند و تا حدودی در آب قابل انحلال هستند.
پروتئین ها از نظر ساختاری به سه گروه اصلی پروتئین‌های غشایی (غشای سلول)، پروتئین‌های کروی یا گلوبولار و پروتئین‌های ساختاری یا رشته‌ای (مانند کلاژن، کراتین و الاستین) تقسیم می‌شوند. پروتئین‌های کروی شامل دو گروه اصلی گلوبین ها و آلبومین ها هستند. گلوبین‌ها مانند هموگلوبین، میوگلوبین و گلوبولین‌ها.

## کارکرد
این پروتئین‌ها اغلب آنزیم هستند یا ناقل ولی می‌توانند پیام رسان و هورمون (مانند انسولین)، و پروتئین ساختمانی مانند اکتین و توبولین باشند.